# のりものまん モービルランドのカークン
『のりものまん モービルランドのカークン』は、ソニー・ミュージックエンタテインメントとアニプレックスが製作し、2020年4月2日から2022年3月24日までNHK Eテレ『ミニアニメ』枠で放送したテレビアニメ。2025年4月5日から再放送中。アニメーション制作はCloverWorksで、同スタジオ初の児童向けアニメとなる。『のりものまん』『カークン』と表記する場合もある。
乗り物のキャラクター達が暮らす島・モービルランドが舞台となる。
キャッチコピーは「のりものはともだち！モービルランドにみんなあつまれ！」

## 概要
舞台は乗り物たちが暮らす島・モービルランド。そこで「おとどけや」として働くカークンとその仲間たちの日常を描いたドタバタコメディアニメ。1話5分。
話の終了時にカークンが実写映像で乗り物（特にその話の主役となった乗り物キャラクターを基にすることが多い）を紹介するミニコーナーがある。

## あらすじ
祖父からの伝言でモービルランドにやってきた小さなスポーツカー・カークン。そこで「おとどけや」をしながら、レッカー車のおやっさん、救急車のキューちゃん、パトカーのパッポン、キッチンカーのプリンちゃん、消防車のポンプ、ゴミ収集車のダストンなど、色々な新しいのりものと出会い、友達になっていきながら彼らとの絆を深めていき、時にはライバルであるサビたゴミのかたまり・サビビーとの戦いに挑んだりもする。

## 登場キャラクター
自動車・バイク・船・鉄道車両・クレーン・航空機などののりものやのりもの関連（カーナビやサビなど）を擬人化したキャラクター。また、ほとんどのキャラクターは手に手袋をはめている。
カークンらのりものについての共通の特徴は腹部にはヘッドライトが、お尻にはブレーキランプ（テールランプと兼用となる者が多い）がついている。足はタイヤなどになっている。また、実際の乗り物同様に乗り込むことができ、顔がフロントガラスになっており、ハンドルもある。数える単位は「台」。

### メインキャラクター

#### 主要のりもの
本作でのメインとなる7台ののりもの達（以下として、カークンたちと略す）。初期はカークンのみを中心とする時が多かったが、第15話以降は他の6台（またはそのいずれか）も中心になる時も多くなった。
カークン
声 - 高垣彩陽
本作の主人公。祖父からの伝言で遠い島からモービルランドまでやってきた赤色のスポーツカー。「おとどけや」をしている。他にも、他ののりものの仕事のお手伝いをすることもある。一人称は「おれ」。
性格は元気でおっちょこちょい、勇敢ながんばり屋、時々テキトーにボケる天然キャラ、そしてとても食いしん坊、意外とキザなところもあり時々カッコつけることもある。一方で細かいことは気にしないタイプでもある。得意技はゴーグルをつけて「かっとびカークン」へと変身すること。変身するとものすごいスピードで走ることができる。口癖は「かっとび～!」「かっとび○○」。必殺技はサビおとしブラシでライバルであるサビビーのサビを落とす「サビおとし」「スーパーサビおとしターボ」で、2年目からはポンプのライバルであるコゲルンのコゲを落とす「スーパーコゲおとしターボ」も追加される。また、場合によってはモードチェンジすることもあり、消防士体験ではポンプとお揃いの消防士のユニフォームを着用する「レッドファイターズモード」、レーサーの時はレーサーのユニフォームを着用とレーサー用のタイヤをつける「レーシングモード」、でこぼこな道を走る時はその道でも走れることができるタイヤをつける「オフロードモード」などがある。
おとどけやをする前の頃はやんちゃで泣き虫だった。また本気で怒ると怖く、渋滞などでイライラしたり我慢の限界が頂点に立つと歌舞伎役者のような顔つきになる。緊張すると体が固まってしまう。
祖父が作ってくれたリュック（後述参照）はどんな大きな荷物でも収納可能。ジャンプをしたり、アクロバット（片方のタイヤをあげたりすること）をすることができるが、体は小さいため力は弱い。早起きが苦手でDJナビに起こされることが多い。かなりのがさつで料理も下手。初期の頃は救急車が赤信号を無視して良いのを怒ったり、気に入らないことがあるとすぐふてくされたり、給油を後回しにしたり、仕事を無理して働くなどわがままかつ自分勝手な一面もあったが、後者の場合はエンジン熱にかかった時にキューちゃんに治療された以降は仕事を毎日こなしつつこまめに休憩を取っており、2年目では自分勝手な性格ではなくっている。他ののりもののお手伝いの時にはいい加減なアイデアを出しては周囲を困らせることもある。他に物忘れや間違いもやや激しく、忘れ物をしてはみんなに心配をかけたり、勘違いで他人に誤解を巻き起こしたり、激辛のカレーを誤って作ってみんなに食べさせてしまうなど、トラブルメーカーでもある。
また、前述通りからトラブルに巻き込まれることも多く、悪役に被害を受けられるジンクスが合計5回あった。また、ガソリンが減る・ガス欠・パンク・エンジン熱にかかる・エンジンが停止するなどの故障もしくは車両不良を起こすジンクスは計9回あり、仕事やお手伝いの失敗やトラブルなどによるジンクスは計7回で、お出かけでのハプニングなどによるジンクスは計4回あった。ハイオクガソリンが力の源である。お尻にはトランクルームとマフラー（2本）がついており、ガス欠になったときにタイヤを無理矢理動かそうとすると、そのマフラーからおならのようなガスを出す。そのため、左のお尻についている給油口からガソリンを補給する。また、トランクはお急ぎのときなどに荷物をしまうこともある。エンジンが温まってないと元気がでなくなる。また、自分より小さな生き物を中に乗り込ませることができる。仕事をたまに失敗することもあるが、みんなに助けてもらいながらモービルランドで少しずつ成長していく。
第38話にて世界一のレーサー・マッハとレースし、彼の圧倒的なスピードに負けたものの彼から3か月後（2021年3月）にドライブシティで開かれるレースに参加してリベンジするよう約束される。第42話の予選レースでは、最初はいつものパンクによって途中退場したもののおやっさんにピットインしてもらって逆転優勝し、ワールドレースの出場が決まった。第43話以降キューちゃんたちと一緒にシン・カンに乗ってドライブシティへ向かった。ワールドレースではわずかな差でマッハに負けたものの準優勝という輝かしい成績を残し、自身も満足していた。その後、1年目最終回で自分が活躍したワールドレースが話題となったことをきっかけとして、モービルランドの人気者となった。
キューちゃん
声 - 丸山有香
救急車。第3話から登場。お医者さんでけがをした乗り物や病気になった乗り物を病院へ運び、治療をしている。一人称は「わたし」。
クールだが、のりものを助ける熱い心を持っている。当初はお互いの利害が合わなかったことからカークンと衝突しがちだったもののすぐに打ち解けている。
サイレンを鳴らすと他ののりものたちが彼女のために道を開けてくれる他、信号も無視する。おやっさんによるとモービルタウンには彼女以外の救急車はいない。
彼女に治せない病気はなく、カークンが高熱を出した時もあっさり治療してくれた。一度、バッテリー熱にかかってしまったが、カークンたちがなんとか病院まで運んでくれたおかげで治り、翌日にはすっかり元気になっていた。また、ブーチューバーも務めている。
パッポン
声 - 間島淳司
パトカー。第3話から登場。警察官で、町の安全や交通を見守っている。甘いものが好きで特にあんドーナツが大好物。一人称は「自分」。
正義感が強く、悪者は逃さない。交通ルールには厳しく、住民の見本になろうと日々努力をしている。真面目な一方でよくカークンのツッコミ役になりがち。信号が故障すると手信号をする。
サイレンを鳴らすと犯罪者を追いかけるためにキューちゃんと同様に信号を無視し、ガッチンタイヤという車止め付きピストルでその犯罪者を捕らえる。ホワイトの後輩。
プリンちゃん
声 - 丹下桜
キッチンカー。ガソリンスタンドにあるカフェで働いており、コックおよびパティシエでもある。一人称は「わたし」「プリン」。
可愛らしい性格で、料理やスイーツを作るのが大の得意。腹部のオーブンでピザを焼くときは怒ってそのオーブンをオンして焼く。のりもの達は彼女の作る料理が大好き。
パティシエになったきっかけはその頃に食べた新メニューがおいしかったから。第64話ではステイジーのスカウトによりアイドルになった。
ポンプ
声 - 檜山修之
消防車 (ポンプ車) 。第6話から登場。消防車チーム・レッドファイターズの一員の消防士で、火事が起こった時には消防署からすぐ駆け付け、ホースから水を撒いて消火する。一人称は「オレ」。
自分の真っ赤なボディや炎よりも熱いハートを持つクールな熱血漢。女の子の憧れの的。
第17話では家族が登場しており、全員がレッドファイターズの一員であることが判明している。
ダストン
声 - 水田わさび
ごみ収集車。ゴミ清掃員で、道にあるごみを拾って、町をきれいにしている。カークンとは第1話の時点であっているが、お互いが対面したのは第10話から。一人称は「オイラ」。
のんびり屋でいつも笑顔を絶やさず、誰とでも仲良くなれるタイプ。動きも喋りもゆっくりなので、他人に急がされることもあるが本人は気にしていない。マイペースゆえに鈍感で鈍いところが多い。洗車体操でも夜になってしまうほどゆっくりで体を洗ったことがある。
のりもの大運動会ではスタート時点からゆっくりだったものの見事1位になった。
おやっさん
声 - 玄田哲章
レッカー車。ガソリンスタンド「モリモリエナジー」の店長を務めている。本名は「レッカー」で、ボンさんやカークンの祖父など親しい仲のキャラから呼ばれている。主要のりものの中では最年長。一人称は「おれ」「わし」。
メカニックマンでどんな時でもカークンを見守る。カークンの祖父とは知り合いで時々カークンを昔の自分と思い重ねることがある。レッカー車らしく、壊れた車をレッカーで引っ張ってくれる。一方で高齢ゆえにスタミナが切れやすい。

#### 悪役
本作の悪役たち。ほとんどの共通点としてはのりもの達の天敵・飛行可能・子分がいる・踊りが趣味・ほとんどがライバル・カークンのブラシとポンプの水とパッポンのガッチンタイヤが弱点。
サビビー
声 - 速水奨
第2話から登場。カークンのライバルでもある錆やごみで構成された生物。一人称は「オイラ」で、語尾に「○○ビー」とつけて喋る。カークンたちやのりもの達の邪魔をしてはサビビームでちょっかいを出したりする。
のりものを仲間にしようと「サビビーム」で錆びつかせようとする。子分のカビタンやホコリンとサビサンバを踊るのが趣味。自己中心的な性格だが、実は寂しがりや。カークンにサビ落としブラシで磨かれるとピカリン(下記)になる。磨かれない場合は退場するパターンもある。初期はサブキャラ側ののりものだけをサビさせていたが、第23話以降ではカークンたちまでもサビさせるようになっている。第38話ではレース中のカークンとマッハをサビつかせようと待ち伏せするも、2台のスピードについていけずすれ違った拍子にサビが取れてピカリンになってしまった。サビやゴミ、汚れやガラクタ、泥など不潔が好きだが、逆に洗車や掃除など清潔は嫌いであり、それ故にジョン隊長を苦手としている。また、水にも弱い。しかし、話が続くに連れカークンとの距離も縮まり、一度カークンがいなくなった時は心配するなど、カークンと少々和解しており、2年目ではサビビームをおいて一緒にサン・サン・アイランドへ行ったり、流砂に飲み込まれそうになったカークンを助けたりなど、良き友な一面も持つようになっている。また、キューちゃんの動画配信に協力したり、プリンカフェに立ち寄ったりするなど他の仲間たちとも親しくなった模様。
ピカリン
サビビーの正体。サビビーがカークンにサビ落としブラシで磨かれた時の姿。常に前向きでポジティブな性格をしており、サビビーとは全く正反対。一人称は「わたし」で、声も低くなる。ピカリンになっている場合は自然に囲まれた環境を好んでいる。サビた場所に戻ると元のサビビーに戻るが、第58話にて涙で錆びてサビビーに戻ることが判明した。なお、サビビーに戻るとピカリンとしての記憶はなくなる。溶鉱炉でサビが取れてピカリンになることもある。また、最初からピカリンとして登場する場合がある（53話、58話など）。
コゲルン
声 - 小林ゆう
第55話から登場。ポンプのライバル。コゲが大好きな女の子で、コゲルンバを踊って周りのものを黒コゲにしてしまう。小悪魔のような性格。水が苦手。一人称は「うち」で、「コゲ」「ルン」が口癖。カークンにサビ落としブラシで磨かれるとフワリン(下記)になる。第100話ではおやっさんからコゲは人の仕事の役に立つになることを知る。キングサビビーが現れた際にはカークンに翼をつけた。
フワリン
コゲルンの正体。コゲルンがカークンにコゲを落とされポンプに放水された時の姿。コゲルンとは逆にマイペースな性格をしている。
ドロボン
声 - 阪口大助
第68話から登場。ドローンの大泥棒。パッポンのライバル。泥と盗むのが大好きで、変装と泥投げが得意。子分のドロンと一緒にドロボン音頭を踊るのと脅かすのが趣味。ミニビーをキングサビビーに変えた張本人。事件後はカークンたちと和解した模様。一人称は「オレっち」で、「ドロ」が口癖。
ミニビー
声 - 佐藤はな
第78話から登場。名付け親はサビビー。部品が好物で、食べるごとに大きくなり電撃を放つ。その正体はサン・サン・アイランド封印されていた怪物。
キングサビビー
サビビーが大量に部品を食べさせた結果、数10メートルの巨大な怪物となったミニビー。第101話にてサビビーが改名した。サビビーとサビサンバを踊ったことで、元のミニビーに戻った。

#### その他のメインキャラクター
DJナビ
声 - 佐藤せつじ
カークンの親友で良きパートナーのカーナビ 。ナレーションも務めている。普段は陽気な性格だが、ナビをする時はサングラスとヘッドフォンを外してまじめになる。一人称は「オレ」で、口癖は「だZE!」「だYO!」「だっちゃ!」だが、ナビをしている時は敬語に変わる。一方でDJの腕は確か。
初期はカークンより少し小さめのサイズで描かれていたが、第5話以降はカークンの手の大きさくらいのかなり小さめのサイズで描かれている。

### ゲスト
第1話
トラさん
声 - 島田敏
トラクター。カークンに大きなタイヤを届けてもらった。
デリッパー
声 - 白石稔
バイク便。関西弁。カークンと同様フェリーニにモービルランドまで送られたのりものの一人。実はカークンが来る前からおとどけやをしていた。
カークンと同じくおとどけやだが、負けず嫌いなためカークンを一方的にライバル視しており、事毎に彼に勝とうとするも、毎回失敗している。
フェリーニ
声 - 川岸上子
カーフェリー。カークンなどをモービルランドまで送った張本人。第34話ではカークンなどをヘッドライ島まで送らせる予定として海を旅立った。
第2話
ローリー
声 - 菅原雅芳
タンクローリー。サビビーにサビさせられたが、カークンとおやっさんの活躍によって元に戻った。
第7話にも登場し、ガス欠になったカークンにガソリンを届けたこともある。
ガソリンを届ける仕事をしている。おっとりした性格だが、ガソリンを補充させたり、他ののりものを給油させるときはボディビルダーのような風貌に変貌する。語尾に「○○ロロ」とつけて喋る。
102話ではおっとりした性格が災いしてキングサビビーに飲み込まうが、キングサビビーがミニビーに戻ったことで脱出できた。
カビタン、ホコリン
声 - 川岸上子（カビタン〈第2・3話〉）、菅原雅芳（カビタン〈第3話〉）、本橋大輔（ホコリン）
サビビーの手下のカビとホコリ。カビタンは第3話にも登場。
第3話
ジムさん
声 - 島田敏
乗用車。ヘッドライトをつけっぱなしでバッテリーがあがって動けなくなってしまったことがある。レース会場にも来ていた。第54話では免許を更新した。
軽さん
声 - 本橋大輔
軽トラック。サビビーにサビさせられたが、キューちゃんとカークンの活躍によって元に戻った（計2回）。
第79話ではカークンやデリッパーと同様のおとどけやであることが判明している。
第4話
泥棒バイク
声 - 白石稔
オートバイ。本名は「アレックス」。泥棒及び信号無視からカークンとパッポンの活躍で逮捕される。その後、第47話で再登場した際には泥棒から足を洗い、デリッパーに誘われて大工の仕事をしていた（この時カークンから「あの時とはまるで別人だよ」と言われた）。それ以来デリッパーを兄貴として慕っている。
第5話
バスさん
声 - 白石稔、川岸上子、菅原雅芳
バス。3台で30人分食べる。第1話でカークン同様フェリーニに乗ってモービルランドにやって来た。
第6話
ブルミ
声 - 田村ゆかり
ブルドーザー。イエローワーカーズの一員で、メンバーの中で登場数が多い。ブリッ子だが力持ちの女の子。スノーバスターズのドザミとは双子の姉妹。ポンプの大ファン。「ルル」が口癖。
クーちゃん、ミーちゃん
声 - 佐々木奈緒（クーちゃん）、川岸上子（ミーちゃん）
ポンプのファンでブルミの友人の女の子たち。小柄な方がクーちゃん、長身の方がミーちゃん。名前が明かされたのは第30話から。
第8話
ジャーニー
声 - 中原茂
オフロードバイク。さすらいの旅人。ハーモニカ の演奏が得意。好きな飲み物はコーヒー。
第9話
イエローワーカーズ
工事現場で活躍するチーム。メンバーはリーダーのダンク、ブルミ、ショベル、クレレ、ローラ、グルルン、ヘッダの7台。 建設のみならず解体も彼らの仕事である。
ダンク
声 - ボルケーノ太田
ダンプカー。イエローワーカーズのリーダー。豪快な性格の兄貴分。博多弁。
のりもの大運動会ではゴール手前にバナナの皮をばら撒く妨害役として登場。
ショベル
声 - 三戸耕三
ショベルカー。カークンと同様フェリーニにモービルランドまで送らせられたのりものの一人で、イエローワーカーズの一員。ショベル以外にもドリルなどがある。カークンの宝探しを手伝ったこともある。「っしょ」が口癖。
クレレ
声 - 佐々木奈緒
クレーン車。イエローワーカーズの一員。気取り屋タイプの女性。
のりもの大運動会ではパン食い競争のドーナツをぶら下げる役として登場。
ローラ
声 - 菅原雅芳
ロードローラー。イエローワーカーズの一員。小さな凸凹も逃さないガリベンタイプ。敬語。
第12話
エバ先生
声 - ふじたまみ
幼稚園バス。保育士。生徒想いの優しい先生。
最初は子供たちと共にカークンのお仕事を見学したが、サビビーが現れた際には子供たちをかばってサビビーにサビさせられたものの、カークンの活躍によってカークンにサビ落としブラシで磨いてくれたことで元に戻った。
子供たち
声 - 水田わさび、佐々木奈緒、川岸上子
モービル幼稚園に通っているのりものになる前ののりものの子供たち。大きくなるとなりたいのりものになるという。第81話ではフリル・ケイトと個別の名前が判明した。
第13話
ボンさん
声 - 白石稔
ボンネットトラック。おやっさんとは古くからの知り合いでモービルタウンにガソリンスタンドができたきっかけを作った人物でもある。第21話ではサンマを焼いていたところを火事と間違われた。第54話では免許を更新した。
第16話
ジョン隊長
声 - 稲田徹
オフロードジープ。洗車場「ブーブーウォッシュ」の隊長。趣味は洗車体操。小さな汚れも見逃さない。サビビーが苦手としている人物でもある。
のりもの大運動会ではコースフラッグを担当。泥にはまったカークンを助けたり、泥まみれになったサビビーをきれいにしたこともあった。サン・サン・アイランドにジージー（声 - 檜山修之）という師匠がいることが判明した。
第17話
レッドファイターズ
消防署で活動する消防車チーム。全員がポンプの家族。
ポンプのパパ
声 - ボルケーノ太田
はしご車。ポンプの父でレッドファイターズのリーダー。第21話ではカークン・プリンちゃん・ダストンに消防署体験をレクチャーしたこともある。
ポンプのママ
声 - 川岸上子
水槽車。ポンプの母。料理が得意。
カガク
声 - 菅原雅芳
化学消防車。ポンプの弟。カークンとの初対面時には車体が赤いカークンをレッドファイターズ入隊希望者だと思い込んでいた。カークンの宝探しを手伝ったこともある。
ミニポ
声 - 丸山有香
小型ポンプ車。ポンプの妹。他ののりものに比べてかなり小さい。いたずらっ子で、配達に来たカークンに水をぶっかけたため、カガクともどもポンプに注意された。
第18話
ビッグ
声 - 楠見尚己
ビッグトレーラー。カークン同様、おとどけやだが、運ぶ荷物はカークンより大きい。カークンとは別の遠いところからやって来た。博多弁。
タツ、アイアイ
声 - 本橋大輔 (タツ) 、川岸上子(アイアイ)

ビッグの仲間。また、タツは第66話で飛行機に乗っていた。
第19話
シン・カン
声 - 小林由美子（2役）
双子の新幹線で、車体のモデルは東北新幹線新幹線200系電車と思われる。シンが女の子でカンが男の子。当初はどっちが上でどっちが下かは不明であったが43話にてシンが姉でカンが弟だと判明。運転手と車掌は交互に替えている（ドライブシティ方面はシンが運転士、モービルランド方面はカンが運転士）。レオがドライブシティへ帰る時にも乗っていた。なお、シンはレース中のカークンとマッハと連れ違っていた。また、43話にてドライブシティを訪れる際にカークン達が初めて乗車した。
クララ
声 - 川岸上子
クラシックカー。新幹線に乗り遅れそうだったが、カークンのおかげで間に合った。第13話では若き頃の彼女が登場しており、おやっさんのガソリンスタンドに立ち寄った。彼氏にもらったトゲ付のホイールが宝物。
第20話
ホワイト
声 - 甲斐田裕子
白バイ。パッポンの先輩の婦人警官。趣味はヨガ。第38話ではパッポンと共にカークンとマッハのレースを見ていた。
ドンドン
声 - 菅原雅芳
大型トラック。タイヤを運んでいたが、サビビーにサビさせられたことによってタイヤを落としてしまったものの、カークン・パッポン・ホワイトの活躍によって助けられた。第20話で彼のことをトレーラーと呼んでいたが、彼自身が他車を牽引していないので、正しくは単車の大型トラックである。第70話ではサングラスを海に落とした。
第22話
パティシエ
声 - 本橋大輔
プリンちゃんが立ち寄った店の店長。回想のみ登場。プリンちゃんがパティシエになったきっかけを作った人物でもある。
第25話
じっちゃん
声 - 神谷明
カークンの祖父のオート三輪。第1話で名前のみ登場し、第25話で正式に登場した。おやっさんとは知り合いで「ハルオ」と呼ばれている。カークンの憧れでカークンがおとどけやになったきっかけとなった人物でもある。普段はのんびりだが、本気になればものすごい力を発揮する。
第28話
モービルキング三世
声 - 玄田哲章
モービルタウンの王様。イメージのみ登場。
第29話
コンテ船長
声 - ボルケーノ太田
コンテナ船。たくさんのコンテナを海の向こうまで運ぶのが仕事。
キャリー
声 - 佐々木奈緒
ストラドルキャリア。アイドル気取りのブリッ子。
ガンさん
声 - 武虎
ガントリークレーン。親分肌の豪快な性格。
フォークリフトたち
声 - 本橋大輔、菅原雅芳、川岸上子
フォークリフト。
第30話
レオ
声 - 緑川光
のりものスタイリストの白いスポーツカー。本名は「レオナルド」。女の子たちの憧れ。
第31話
スノーバスターズ
雪解けに活躍する雪のプロフェッショナルズ。
ドザミ
声 - 田村ゆかり
除雪ドーザ。スノーバスターズの一員でブルミの双子の姉。
ジョセフ
声 - 三戸耕三
ロータリー除雪車。スノーバスターズのリーダー。
サンプ
声 - 渡辺優里奈
凍結防止剤散布車。スノーバスターズの一員。
第32話
グレゴリー
声 - 津嘉山正種、檜山修之（若き頃）
スクーター。映画俳優。おやっさんは彼のファン。長きに渡って休暇を取っていたが、カークンに励まされ再び俳優の仕事に戻った。
第38話ではアンネと共にレース会場に来ていた。
アンネ
声 - 田村ゆかり
グレゴリー同様映画俳優で、グレゴリーの彼女役として出演していた。回想で初登場。
第38話ではグレゴリーと共にレース会場に来ており、彼同様年老いていたことが判明した。
映画の関係者たち
声 - 菅原雅芳（監督）、本橋大輔（スタッフ）
第33話
ジャバット
声 - 新谷真弓
散水車。どんな汚れでも逃さずきれいにする。
サビたモリモリエナジーをきれいにしてカークンと共にサビビーをピカリンにして、おやっさん達を元に戻した。
第36話
マイク
声 - 山田ルイ53世
ヘリコプター。様々なニュースを求めている。カークンにもニュースを求めたが、サビビーにサビさせられたものの、カークンにサビおとしブラシで戻してくれた後にカークンと共にサビビーをピカリンにした。レースやサッカーなどで実況を務める場合もある。
第38話
マッハ
声 - 水沢史絵
レーシングカー。世界一速いレーサーとして有名。レース後、カークンに勝ち、3か月後にドライブシティで開かれるレースで再び挑戦するよう約束する。第50・51話のレースで見事カークンを追い抜き優勝。
マネージャー
マッハのマネージャーのトレーラー。
アドトラック
レースの広告を宣伝していた。
第41話
グルルン
声- 佐藤はな
ミキサー車。イエローワーカーズの一員。カークンより大きいが性格は幼い。「グル」が口癖。生コンを届けるのが仕事である意味おとどけやでもある。また、第85・95話でもカメオ出演している。
第42話
タックル
声 - 三戸耕三
レーシングカー。豪快なナイスガイ。カークンの名前をよく間違える。
ポール
声 - 間島淳司
レーシングカー。インテリ気取のプレイボーイ。
リムジン
声 - 檜山修之
リムジン。ある時は大会委員長、またある時はドライブシティ市長だが、本業は裁判長。本名と本業は94話にて判明。
第43話
キャビンアテンダント
声 - 川岸上子
シン・カン内で働く乗務員。接客や食事のサービスが仕事。
第45話
ダーニィ
声 - 三戸耕三
ドライブシティ住民。子だくさん。毎日荷物を運んでいるため渋滞の原因となっていた。
第50話
ワールドレースのレーサー
ナンジャ
声 - ボルケーノ太田
序盤で他のレーサーを巻き込みリタイヤ。
レディ
声 - 甲斐田裕子
スーパーカー。本業はスーパーモデル。
ラッキー
声 - 菅原雅芳
運を味方につけるラッキーボーイ。しかし、最終コースでピットに入らなかったためタイヤがスリップしリタイヤ。
第53話
ホシオ
声 - 武田幸史
移動天文車。星を見るのが趣味。最近モービルタウンに引っ越したばかり。「ホシ」が口癖。
第55話
コゲポン
声 - 川岸上子、本橋大輔、田所陽向、蒔村拓哉
コゲルンの手下の炭。
第60話
サラマン
声 - 田所陽向
レッドサラマンダー。ポンプの憧れ。普段はのんびりだが、訓練になると熱くなる。初登場は写真と回想のみだったが、実物が登場したのは93話。
第62話
ロケ
声 - 三戸耕三
マイクロバス。
第64話
ステイジー
声 - 豊永利行
ステージカー。音楽プロデューサー。
第65話
ピーちゃん
声 - 川岸上子
小鳥。怪我をしていたところをカークンに助けられ世話をしてもらう。数日後、怪我が治り仲間の元に戻り飛び立って行った。鳴き声が名前の由来。
第66話
フライ
声 - 水島裕
旅客機。カークンやサビビーをサン・サン・アイランドまで連れて行った。英語も話せる。
ロダンヌ
声 - 丹下桜
ベルトローダー。
ケンケン
声 - 櫻井トオル
トーイングトラクター。フライを引っ張ったり、バックさせるのが仕事。
第68話
ドロン
声 - 川岸上子、佐々木奈緒
ドロボンの手下の小型ドローン。青とピンクの2体。
第69話
センキー
声 - 森永理科
選挙カー。
第70話
サブロー
声 - 福島潤
潜水艇。
第72話
フッパー
声 - 竹本英史
覆面パトカー。
第73話
グリーン
声 - 鈴村健一
フラワートラック。植物の育て方に詳しく、植物と意思疎通ができる。
第74話
キャビィ
声 - 内田彩
キャンピングカー。恥ずかしがり屋。
第76話
チャラボー
声 - 高坂篤志
水陸両用車。チャラい性格。
第80話
エリザベス
声 - 野沢雅子
T型フォード。
第86話
ドク
声 - 小林親弘
ドクターイエロー。
第92話
ブックル
声 - 島本須美
移動図書館車。読み聞かせが大好き。
シンデレカー
ブックルが読み聞かせをするお話。登場人物はそれぞれプリンちゃんがシンデレカー、サビビー・コゲルン・ドロボンが継母と姉妹、ブックルが魔女、カークンがカボチャの馬車、DJナビが王子様となっている。
第95話
ヘッダ
声 - 岩田光央
ロードヘッダ。
第96話
オレンジ・ブルー
声 - 大原さやか（オレンジ）、木島隆一（ブルー）
電車（在来線）。

## 作中用語

### モービルランド
本作の舞台となるのりもの達が暮らす島。のりもの以外にも鳥など生き物も住んでいる。
モリモリエナジー
おやっさんが店長として働いているガソリンスタンド。右側には洗車場が、左側にはカークンのおとどけもの倉庫がある。
過去にボンさんが客として出たのが始まりだった。
プリンカフェ
プリンちゃんが働いているモリモリエナジーの隣にあるカフェ。
モービル幼稚園
のりものになる前ののりものの子供たちが通う幼稚園。
カークンハウス
カークンが住んでいる家。モリモリエナジーの近くにある。
病院
キューちゃんが働いている病院。彼女はここでけがや病気ののりものを診察したり、治療したりする。
また、生き物を治療するのもここ。
ブーブーウォッシュ
ジョン隊長が務める洗車場。のりものたちはここで洗車体操をする。ウォーミングアップ用のレベル1からレベル2以降もある。最初はカークンも乗り気だったが、レベル2からは懲りている。
消防署
ポンプとその家族が住んでいる消防署。ポンプらレッドファイターズがここで訓練したり、火事の様子の確認をすることもある。
モービルタウンステーション
モービルタウンに新しくできた駅。シンとカンが運転する場所であり、ドライブシティへと向かう場所でもある。
ごみ処理場(清掃工場)
ダストンがごみを処理する場所。第10話では名前のみ登場し、DJナビがそれのことを解説した。第23話で正式に登場した。
サービスエリア
カークンたちを騙すためにサビビーが経営したサービスエリア。建物は全てハリボテで噴水からはサビビームが出てき、それでカークンとプリンちゃんをサビさせた。なお、建物の後ろに錆びたガラクタがあった事から、パッポンは最初から怪しんでいた。
モービル港
モービルランドの海の向こうにある港。
お天気塔

モービルタウン空港

### のりもの関連用語
ヘッドライト
陸ののりものの前部についているライト。暗闇を照らすのに使う。また、つけっぱなしにするとバッテリーが切れて運転不能になる。
ブレーキランプ/テールライト
陸ののりものの後ろ部についている赤いライト。兼用として使用している者が多く、ブレーキランプはブレーキをかけると赤く光り、テールライトはヘッドライトと同様に暗闇を照らすのに使う。
ウィンカーランプ
陸ののりものの前部と後ろ部についている小さなライト。右左折や進路変更の際に使う。
サビ
主にサビビーが使用するもの。サビされると機体がギシギシなる。他にも海や潮風などで錆びることもある。
なお、後者は温かいお風呂に入るとサビが落とせる。
ガス欠
ガソリンがなくなってそののりものが運転不能になること。ガソリンを入れると動けるようになる。
パンク
陸ののりもののタイヤに穴が開いて動けなくなること。特にカークンが何度もしている。
修理方法は新しいタイヤと変えること。
のりもの大運動会
のりもの達がする運動会。内容は障害物競走である。
免許
現実世界同様、のりものの世界にも存在する。健康診断や視力検査を通して更新する必要がある。
コゲ
コゲルンが使用。のりものや食べ物を黒焦げにするが、前者はポンプの放水で直すことが出来る。
泥
ドロボンが使用。のりものや辺りに泥をまき散らして汚したり、体を変化させたりする。

#### のりもののアイテム
スマホ
のりものが使うアイテム。
下部にはボタンがあり、色などは持っているのりものによって異なる。
ナビに道を教えたり、道の登録をさせたりなどの他、電話も可能だが、山道など電話が繋がらない場所もある。
なお、サビビーも所持しており、主に偽の連絡でのりものを騙すのに使用する。
サビ落としブラシ
カークンがサビビーと戦うためにおやっさんからもらったブラシ。伸び縮みが可能で、それでサビビーを磨いてピカリンにする。
また、サビさせられたのりものを元に戻すこともできる。なお、サビビーにブラシを奪われると戦闘ができなくなる。
また、コゲルンとの戦いの時にも使用する。
他にも先端が手になった手洗い用のブラシもある。
ガッチンタイヤ
パッポンが犯罪者を捕らえるために使用する車止めつきのピストル。タイヤで縛られたサビビーを止めたこともある。
また、ドロボンとの戦いの時にも使用する。他にもネバネバした弾丸で相手の動きを封じるネバネバネットもある。
タイヤチェーン
スノーバスターズが所持しているチェーン。これをのりもののタイヤにつけることで凍った地面でも滑りにくくする。

#### のりものの病気
エンジン熱
エンジンの流れが悪くなるのりものの病気のひとつ。かかると顔も赤くなり、動きもフラフラになる。予防方法はこまめに休息をとること。
カークンはこの病気にかかっても無理に働いていたが、キューちゃんに注射をしてもらったおかげで治った。
バッテリー熱
バッテリーの調子が悪くなって熱くなるのりものの病気のひとつ。
キューちゃんがこの病気にかかってしまったが、「薬を飲んで安静にすれば治る」と言った。
ボディに熱がこもる病気
トラさんがかかったのりものの病気のひとつ。キューちゃんに保冷剤で手当てされたおかげで良くなった。

### その他用語
カークンのリュック
カークンがおとどけをするのに使用するリュック。祖父が作ってくれた。色は黄色で白い部分にはカークンの腹部に描かれているのと同じ稲妻マークが描かれている。どんな大きな荷物でも収納可能。中が開いていると荷物が落ちて事故の元になるという。
また、おでかけのときにはお弁当や水筒を入れるのに使用することもある。
サビビーム
サビビーがのりものをサビさせるときに使う光線。サビされたのりものは体が茶色くなり、しかも動けなくなってしまう。また、威力を最大にして発射することも可能。
サビされたのりものにサビ止めスプレーをかけるかサビおとしブラシで磨くと元に戻すことができる。また、機体部分は壊れると火が出る。なお、生き物には効果がない。
カークンの故郷
カークンがおとどけをする前の頃に住んでいた島。モービルランドから遠くの場所にある。回想のみ登場。カークンはこの島で祖父と初めて出会った。
のりものの休日
おやっさんが好んでよく見ているグレゴリー出演のドラマ映画。
ヘッドライ島
カークンがフェリーニに乗る時にそこでお届けする予定だった島。イメージのみ登場。
ドライブシティ
モービルランドの対岸に存在する大都市、名前のみの登場だったが43話にて初めてカークンたちがシンとカンに乗って訪れた。レオが住んでいる。上記ののりものの休日のロケ地でもあり、マッハの出場するレースが開幕される場所でもある。モービルランドとは新幹線の海底トンネルで繋がっている。
サン・サン・アイランド
カークンとサビビーが向かった南の島。かつて遺跡にのりものを食べたという怪物（ミニビー）が封印されていたが、サビビーによって目覚めてしまった。
選挙

タイヤサッカー
現実におけるサッカーに似たスポーツ。一般なサッカーとほぼ同じだが、ボールの代わりにタイヤを使う、のりものの特技を生かしたり（タイヤ以外では車体の部位で触っているためハンドにはならない）する。カークンチーム（カークン、おやっさん、ブルミ、ショベル）と緊急車両チーム（キューちゃん、パッポン、ポンプ）の対決となり、最終的にはカークンチームの勝利となった。

## スタッフ
- 監督 - 佐々木忍[3]
- キャラクター原案 - あしたづひむ[3]
- シリーズ構成 - 成田良美[3]
- キャラクターデザイン - 緒方浩美[3]
- コンセプトデザイン - 石垣純哉、ゆーこー
- 色彩設計 - 横田明日香[3]
- 撮影監督 - 佐久間悠也[3]
- 美術監督 - 桑原悟[3]
- 音響監督 - 小泉紀介[3]
- 音楽 - 渡部チェル[3]
- プロデューサー - 若林豪
- アニメーションプロデューサー - 伊藤泰斗[3]
- アニメーション制作 - CloverWorks[3]
- 制作・著作 - のりものまんプロジェクト[3]

## 主題歌
「かっとびモービルランド」
カークン（高垣彩陽）によるオープニングテーマ。作詞は松井洋平、作曲・編曲は渡部チェル。

## 各話リスト
| 話数    | サブタイトル                | 脚本       | 作画監督       | 絵コンテ       | 演出           | 初放送日      |
| ------- | --------------------------- | ---------- | -------------- | -------------- | -------------- | ------------- |
| 第1話   | おとどけやカークン          | 成田良美   | 安留雅弥       | 佐々木忍       | 佐々木忍       | 2020年 4月2日 |
| 第2話   | サビサビのあいつ            | 成田良美   | 安留雅弥       | 佐々木忍       | 佐々木忍       | 4月9日        |
| 第3話   | クールな救急車              | 成田良美   | 伊藤香織       | 石浜真史       | 石浜真史       | 4月16日       |
| 第4話   | どろぼうをつかまえろ!       | 成田良美   | 渡辺浩二       | 森崎貞         | 石浜真史       | 4月23日       |
| 第5話   | ぷりぷりプリンちゃん        | 成田良美   | 篁馨           | 佐々木忍       | 上田慎一郎     | 4月30日       |
| 第6話   | 消防車ポンプ、出動!         | 成田良美   | 小丸敏之       | 児玉亮         | 児玉亮         | 5月7日        |
| 第7話   | ガス欠でぷっすん!           | 千葉美鈴   | 清水祐実       | 佐々木忍       | 佐々木忍       | 5月14日       |
| 第8話   | さすらいのバイク            | 山下憲一   | 三浦龍         | 児玉亮         | 児玉亮         | 5月21日       |
| 第9話   | 工事するのりもの            | 阿部沙耶佳 | 渡辺浩二       | しばたあきひさ | イム・ガヒ     | 5月28日       |
| 第10話  | ゴミをあつめて              | 村山功     | 栗原優         | 児玉亮         | 児玉亮         | 6月4日        |
| 第11話  | カークンのライバル!         | 千葉美鈴   | 河合拓也       | イム・ガヒ     | 上田慎一郎     | 6月11日       |
| 第12話  | 大きくなったら何になる?     | 成田良美   | 清水祐実       | 佐々木忍       | 飯山菜保子     | 6月18日       |
| 第13話  | おやっさんはすごい!         | 山下憲一   | 大塚八愛       | 石平信司       | イム・ガヒ     | 6月25日       |
| 第14話  | おはようカークン            | 山下憲一   | 三浦龍         | 伊福覚志       | 伊福覚志       | 7月2日        |
| 第15話  | ねつにごちゅうい            | 阿部沙耶佳 | 泉美紗子       | 森崎貞         | 石浜真史       | 7月9日        |
| 第16話  | ブーブーウォッシュ!         | 千葉美鈴   | 西井涼輔       | 佐々木忍       | 佐々木忍       | 7月16日       |
| 第17話  | 消防車、だいしゅうごう!     | 成田良美   | 三浦龍         | 石平信司       | 上田慎一郎     | 7月23日       |
| 第18話  | おおきなおとどけや          | 村山功     | 児玉亮         | 児玉亮         | 児玉亮         | 7月30日       |
| 第19話  | 新幹線が来た!               | 山下憲一   | 安留雅弥       | しばたあきひさ | しばたあきひさ | 8月6日        |
| 第20話  | 白バイはすばやい!           | 神林裕介   | 河合拓也       | 吉村愛         | 中込健人       | 8月13日       |
| 第21話  | 消防士になりたい            | 村山功     | 小川麻衣       | 石平信司       | 遠藤陽平       | 8月20日       |
| 第22話  | 新メニュー大作戦            | 千葉美鈴   | 大塚八愛       | 吉村愛         | 中込健人       | 8月27日       |
| 第23話  | サビビーにともだち!?        | 山下憲一   | 松原栄介       | 石平信司       | しばたあきひさ | 9月3日        |
| 第24話  | 渡る前に、右、左、右        | 阿部沙耶佳 | 小丸敏之       | しばたあきひさ | しばたあきひさ | 9月10日       |
| 第25話  | じっちゃんがやってきた!     | 成田良美   | 藤澤敏幸       | 吉村愛         | 進藤陽平       | 9月17日       |
| 第26話  | のりもの大運動会            | 千葉美鈴   | 徳倉栄一       | 菅井嘉浩       | 菅井嘉浩       | 9月24日       |
| 第27話  | 楽しいサービスエリア        | 村山功     | 渡辺浩二       | 石浜真史       | 石浜真史       | 10月1日       |
| 第28話  | 宝探しだブオンブオン!       | 村山功     | 伊藤香織       | 伊福覚志       | 伊福覚志       | 10月8日       |
| 第29話  | 港ののりもの                | 成田良美   | 臼田義夫       | 臼田義夫       | 臼田義夫       | 10月15日      |
| 第30話  | おしゃれしてみよう!         | 千葉美鈴   | 小川麻衣       | 中込健人       | 中込健人       | 10月22日      |
| 第31話  | 初めての雪                  | 村山功     | 栗原基樹       | 中川聡         | 濱崎徹         | 10月29日      |
| 第32話  | のりものの休日              | 千葉美鈴   | 河合拓也       | 牛嶋新一郎     | 牛嶋新一郎     | 11月5日       |
| 第33話  | モリモリエナジー大ピンチ    | 枦山大     | 松原栄介       | 中込健人       | 中込健人       | 11月12日      |
| 第34話  | カーフェリーで海の旅        | 山下憲一   | 小川麻衣       | 中込健人       | 中込健人       | 11月19日      |
| 第35話  | 泥んこカークン              | 阿部沙耶佳 | 小丸敏之       | しばたあきひさ | しばたあきひさ | 11月26日      |
| 第36話  | 空飛ぶのりもの              | 成田良美   | 児玉亮         | 児玉亮         | 児玉亮         | 12月3日       |
| 第37話  | キューちゃん、何か変?       | 村山功     | キム・ミョンヒ | イム・ガヒ     | イム・ガヒ     | 12月10日      |
| 第38話  | 最速のマッハ                | 成田良美   | 渡辺浩二       | 牛嶋新一郎     | 牛嶋新一郎     | 12月17日      |
| 第39話  | ブルミの悩み                | 成田良美   | 清水祐実       | 吉村愛         | イム・ガヒ     | 12月24日      |
| 第40話  | サビビーにおとどけ          | 神林裕介   | 松下清志       | 吉村愛         | 青木美優       | 12月25日      |
| 第41話  | 急げ、グルルン!             | 阿部沙耶佳 | 水野隆宏       | 大嶋博之       | 濱崎徹         | 2021年 1月7日 |
| 第42話  | めざせワールドレース        | 村山功     | 中谷藍         | 菅井嘉浩       | 菅井嘉浩       | 1月14日       |
| 第43話  | 新幹線にのるぞ!             | 山下憲一   | 永山恵         | 児玉亮         | 濱崎徹         | 1月21日       |
| 第44話  | わくわくドライブシティ      | 成田良美   | 河合拓也       | しばたあきひさ | しばたあきひさ | 1月28日       |
| 第45話  | 渋滞でイライラ              | 千葉美鈴   | 野々下いおり   | イム・ガヒ     | イム・ガヒ     | 2月4日        |
| 第46話  | 出張プリンカフェ            | 山下憲一   | 大塚八愛       | 中込健人       | 中込健人       | 2月11日       |
| 第47話  | バイクのお楽しみ会          | 千葉美鈴   | 小菅洋         | 吉村愛         | 濱崎徹         | 2月18日       |
| 第48話  | 名探偵パッポン              | 山下憲一   | キム・ミョンヒ | 伊福覚志       | 伊福覚志       | 2月25日       |
| 第49話  | カークン、変身!             | 村山功     | 三浦龍         | イム・ガヒ     | 進藤陽平       | 3月4日        |
| 第50話  | ワールドレース スタート!    | 成田良美   | 渡辺浩二       | 佐々木忍       | 佐々木忍       | 3月11日       |
| 第51話  | ワールドレースに勝つのは?   | 成田良美   | 小丸敏行       | 佐々木忍       | 佐々木忍       | 3月18日       |
| 第52話  | カークンはどこ?             | 成田良美   | 緒方浩美       | 佐々木忍       | 佐々木忍       | 3月25日       |
| 第53話  | 星を見るのりもの            | 村山功     | 安留雅弥       | 佐々木忍       | 佐々木忍       | 4月1日        |
| 第54話  | 免許を更新しよう!           | 山下憲一   | 亀田朋幸       | 山岡実         | 山岡実         | 4月8日        |
| 第55話  | コゲコゲのあの子            | 成田良美   | 安留雅弥       | 佐々木忍       | 佐々木忍       | 4月15日       |
| 第56話  | 思い出をさがして            | 神林裕介   | 明光           | 山岡実         | 山岡実         | 4月22日       |
| 第57話  | ピザといえばワイや!         | 千葉美鈴   | 本田真之       | 飯山菜保子     | 飯山菜保子     | 4月29日       |
| 第58話  | 優しいピカリン              | 千葉美鈴   | キム・ミョンヒ | 大嶋博之       | 児玉亮         | 5月6日        |
| 第59話  | DJパッポン!                 | 村山功     | 小橋弘侑       | 小橋弘侑       | 小橋弘侑       | 5月13日       |
| 第60話  | ドキドキ!憧れのポンプ       | 千葉美鈴   | 川添政和       | 吉村愛         | 児玉亮         | 5月20日       |
| 第61話  | 解体!イエローワーカーズ     | 山下憲一   | 亀田朋幸       | しばたあきひさ | しばたあきひさ | 5月27日       |
| 第62話  | スーパーモデル レディ!      | 山下憲一   | 仲田美歩       | 吉村愛         | 江島泰男       | 6月3日        |
| 第63話  | 洗いマスター ダストン!      | 阿部沙耶佳 | キム・ミョンヒ | 臼田美夫       | 江島泰男       | 6月10日       |
| 第64話  | キッチンアイドル誕生        | 村上功     | 吉森直子       | 佐々木忍       | 松永真彦       | 6月17日       |
| 第65話  | カークンと小鳥              | 成田良美   | 小橋弘侑       | 飯山菜保子     | 飯山菜保子     | 6月24日       |
| 第66話  | 空港ののりもの              | 成田良美   | 鈴木亮         | 山岡実         | 山岡実         | 7月1日        |
| 第67話  | 飛行機にのるぞ!             | 千葉美鈴   | 亀田朋幸       | しばたあきひさ | しばたあきひさ | 7月8日        |
| 第68話  | 大泥棒ドロボン!             | 成田良美   | 西井涼輔       | 佐々木忍       | 佐々木忍       | 7月15日       |
| 第69話  | 選挙って何だ?               | 村山功     | 村田憲泰       | 佐々木忍       | 松永真彦       | 7月22日       |
| 第70話  | カークンの海底探索          | 山下憲一   | キム・ミョンヒ | 大嶋博之       | 児玉亮         | 7月29日       |
| 第71話  | トレンドはボロかわいい!     | 枦山大     | 吉森直子       | しばたあきひさ | 松永真彦       | 8月5日        |
| 第72話  | 謎ののりもの                | 村山功     | さくましげこ   | 高本宣弘       | ウヱノ史博     | 8月12日       |
| 第73話  | トマトを育てるぞ!           | 千葉美鈴   | キム・ミョンヒ | 江島泰男       | 江島泰男       | 8月19日       |
| 第74話  | キャンプ大好きキャビイ      | 佐藤亜美   | 安留雅弥       | 小野歩         | 小野歩         | 9月2日        |
| 第75話  | じっちゃん、再び            | 山下憲一   | 河合拓也       | 佐々木忍       | 進堂陽平       | 9月9日        |
| 第76話  | おひさまサンサンアイランド  | 千葉美鈴   | 緒方浩美       | 飯山菜保子     | 飯山菜保子     | 9月16日       |
| 第77話  | タイヤサッカー!             | 山下憲一   | 川添政和       | 大嶋博之       | 進堂陽平       | 9月23日       |
| 第78話  | ミニビーだビー!             | 成田良美   | 村田憲泰       | 佐々木忍       | 松永真彦       | 9月30日       |
| 第79話  | かっとび!おいしいにんじん   | 豊田百香   | キム・ミョンヒ | 大嶋博之       | 児玉亮         | 10月1日       |
| 第80話  | 伝説ののりもの              | 村山功     | 川添政和       | 佐々木忍       | 鈴木薫         | 10月7日       |
| 第81話  | お仕事体験がんばるぞ        | 千葉美鈴   | キム・ミョンヒ | 中川聡         | 中川聡         | 10月14日      |
| 第82話  | マッハの寄り道              | 大西雄仁   | 川添政和       | 中込健人       | 中込健人       | 10月21日      |
| 第83話  | うちへようこそ              | 千葉美鈴   | 亀田朋幸       | 小橋弘侑       | 小橋弘侑       | 10月28日      |
| 第84話  | 旅、サビ、ジャーニー!       | 村山功     | しまだひであき | 高本宣弘       | ウヱノ史博     | 11月4日       |
| 第85話  | バラバラ!イエローワーカーズ | 千葉美鈴   | 渡辺浩二       | 大嶋博之       | 児玉亮         | 11月11日      |
| 第86話  | 安心、安全、黄色い新幹線    | 山下憲一   | 亀田朋幸       | しばたあきひさ | しばたあきひさ | 11月18日      |
| 第87話  | サンサン遺跡の怪物          | 千葉美鈴   | 本田真之       | 飯山菜保子     | 飯山菜保子     | 11月25日      |
| 第88話  | 星座を作ろう                | 村山功     | 飯塚葉子       | ウヱノ文博     | ウヱノ文博     | 12月2日       |
| 第89話  | キューちゃんと手を洗おう    | 豊田百香   | キム・ミョンヒ | 大嶋博之       | 上田慎一郎     | 12月9日       |
| 第90話  | ママは忙しい!               | 山下憲一   | 小橋弘侑       | 小橋弘侑       | 小橋弘侑       | 12月16日      |
| 第91話  | ミニビーおっきくなったぞ    | 成田良美   | 仲田美歩       | 佐々木忍       | 佐々木忍       | 12月23日      |
| 第92話  | お話上手のブックル          | 村山功     | キム・ミョンヒ | 江島泰男       | 江島泰男       | 12月30日      |
| 第93話  | 特訓だ!サラマンだ!          | 阿部沙耶佳 | キム・ミョンヒ | 高本宣弘       | 上田慎一郎     | 2022年 1月6日 |
| 第94話  | のりもの裁判                | 村山功     | 鈴木克         | しばたあきひさ | しばたあきひさ | 1月13日       |
| 第95話  | トンネル掘りのヘッダ        | 神林裕介   | 渡辺浩二       | 中川聡         | 中川聡         | 1月20日       |
| 第96話  | 在来線に乗ろう!             | 山下憲一   | 亀田朋幸       | しばたあきひさ | しばたあきひさ | 1月27日       |
| 第97話  | きずなのサビサンバ          | 千葉美鈴   | 河合拓也       | 佐々木忍       | 佐々木忍       | 2月3日        |
| 第98話  | ダストンの一日パトカー      | 山下憲一   | 鈴木克         | しばたあきひさ | しばたあきひさ | 2月10日       |
| 第99話  | マップで気分アップ!         | 神林裕介   | 大塚八愛       | 板井寛樹       | 進堂陽平       | 2月17日       |
| 第100話 | よいコゲ、わるいコゲ        | 村山功     | 渡辺浩二       | 中川聡         | 中川聡         | 2月24日       |
| 第101話 | ミニビーの正体ビー!         | 成田良美   | 川添政和       | 佐々木忍       | 佐々木忍       | 3月3日        |
| 第102話 | キングサビビー大あばれ!     | 成田良美   | 河合拓也       | 佐々木忍       | 佐々木忍       | 3月10日       |
| 第103話 | 世界を救えサビサンバ!       | 成田良美   | 安留雅弥       | 佐々木忍       | 佐々木忍       | 3月17日       |
| 第104話 | みんなのモービルランド      | 成田良美   | 緒方浩美       | 佐々木忍       | 佐々木忍       | 3月24日       |

## 放送局・配信元
| 放送期間                     | 放送時間           | 放送局    | 対象地域 | 備考             |
| ---------------------------- | ------------------ | --------- | -------- | ---------------- |
| 2020年4月2日 - 2022年3月24日 | 木曜 17:20 - 17:25 | NHK Eテレ | 日本全域 | 『ミニアニメ』枠 |

| 配信期間                     | 配信時間        | 配信サイト |
| ---------------------------- | --------------- | --- |
| 2020年4月4日 - 2022年3月26日 | 土曜 12:00 更新 | dTV AbemaTV ひかりTV Amazonプライム・ビデオ U-NEXT アニメ放題 GYAO! バンダイチャンネル J:COMオンデマンド ビデオパス FOD ビデオマーケット DMM.com music.jp |
| 2020年4月25日 -              |                 | dアニメストア |